# Maria Nichiforov
Maria Nichiforov (Mila 23, Crişan, Tulcea, 9 de abril de 1951) é uma ex-canoísta de velocidade romena na modalidade de canoagem.

## Carreira
Foi vencedora da medalha de bronze em K-2 500 m em Munique 1972, junto com a sua colega de equipa Viorica Dumitru.